# Свети Петър (Каймакчалан)
Вижте пояснителната страница за други значения на Свети Петър.
„Св. св. Петър и Павел“, известна само като „Свети Петър“ или по името на върха „Свети Илия“ (на македонска литературна норма: „Свети Петар“, „Свети Илија“), е православна църква на връх Каймакчалан, в землището на Скочивир, Северна Македония. Част е от Преспанско-Пелагонийската епархия на Македонската православна църква.
След ожесточената битка при Каймакчалан в есента на 1916 година овладелите върха сръбски войски започват да строят паметник на многобройните загинали сръбски войници. В 1928 година паметникът е превърнат в църква-костница, посветена на Свети Петър. В същата 1928 година в църквата е положено сърцето на швейцарския журналист на сръбска служба, отразявал сраженията на Солунския фронт, Родолф Арчибалд Райс. След присъединяването на Вардарска Македония към България по време на Втората световна война, сърцето на Райс изчезва, но урната е запазена.
Църквата е обявена за паметник на културата на Северна Македония.